# Path of Exile
Path of Exile (с англ. — «Путь изгнанника») — многопользовательская компьютерная игра в жанре action/RPG, разработанная и выпущенная компанией Grinding Gear Games для Windows в 2013 году; в 2017 году была выпущена версия для игровой приставки Xbox One, а в 2019 году — для PlayStation 4. Игра распространяется по модели free-to-play и поддерживается с помощью микротранзакций, причем продаваемый за деньги контент не влияет на баланс игры и имеет, как правило, только декоративный эффект. С точки зрения игрового процесса Path of Exile очень схожа с серией Diablo: игроку предлагается исследовать процедурно сгенерированные уровни вымышленного мира, используя различное оружие и навыки для уничтожения многочисленных врагов. В 2015 году разработчики сообщали, что количество зарегистрированных в игре игроков превысило 11,5 миллионов.

## Игровой процесс
Игрок управляет одним персонажем с видом сверху-сбоку, имитирующим изометрическую проекцию. В ходе игры игрок обследует различные уровни — как открытые пространства, так и лабиринтообразные подземелья, населенные разнообразными врагами. Уничтожение врагов и выполнение заданий неигровых персонажей приносит игроку очки опыта и различные предметы снаряжения (включая камни умений и самоцветы), которые могут повысить характеристики персонажа. За исключением нескольких мирных поселений, где игрок может взаимодействовать с неигровыми персонажами, все уровни игры генерируются процедурным образом, и этот процесс повторяется, если игрок вновь посещает уровень после некоторого отсутствия (обычно спустя 10-15 минут) — таким образом, при каждом посещении карта уровня, расположение на ней выходов и врагов создается случайным образом.
В начале игры игрок может выбрать для персонажа один из шести классов с различными характеристиками — Дикарь, Охотница, Ведьма, Дуэлянт, Жрец и Бандит; ещё один скрытый класс («Дворянка») становится доступным игрокам, нашедшим соответствующего неигрового персонажа в конце третьего акта игры. Пассивные умения, принадлежащие собственно персонажу, игрок может выбрать на древе умений — общей для всех классов и очень большой структуре, напоминающей схожее древо умений в Final Fantasy X. Разблокировать умения можно, тратя очки пассивных умений, которые игрок получает по мере набора очков опыта, а также некоторыми другими путями. Path of Exile предоставляет игроку большую свободу в развитии персонажа, позволяя творчески сочетать различные умения, и начальные классы не диктуют какого-то жестко заданного стиля игры — так, игрок может начать игру классом «Ведьма», но позже вкладывать очки умений в характеристику «сила» и превратить персонаж в бойца ближнего боя, орудующего тяжелым боевым молотом, или, например, открыть умение, позволяющее использовать для заклинаний очки жизни вместо очков магии — такой выбор сам по себе непозволителен для «чистых» Ведьм с их небольшим запасом очков жизни и требует открытия на дереве умений, увеличивающих количество очков жизни.
В отличие от большинства игр этого жанра, в Path of Exile активные навыки не являются свойствами самого персонажа — они представлены в виде камней умений, которые можно купить (обменять), получить как награду или найти в игре. Эти камни умений могут быть вставлены в любое оружие или броню, и только тогда игрок может использовать соответствующее умение. Каждый из используемых камней развивается вместе с персонажем. Как только камень получает достаточное количество опыта, игроку предлагается повысить уровень камня вручную, так как последующие уровни камней увеличивают требования (например, количество используемых очков маны, характеристики или уровень игрока). Отменить выбор можно с помощью очков сброса, которые, как и очки умений, можно получить за выполнение некоторых заданий, или используя «сферы раскаяния». Также пассивные умения сбрасываются при выходе обновлений, затрагивающих древо.
Path of Exile не имеет внутриигровой валюты, которую игрок мог бы получать и тратить внутри игры; торговля с неигровыми персонажами и между игроками является по сути бартером, роль валюты исполняют различные предметы, также используемые в игре в других целях — например, свитки идентификации; эти предметы игрок может получить, продавая торговцам собранные на уровнях трофеи. Любой обмен предметами между игроками производится напрямую, хотя и торговая площадка, запущенная разработчиками на официальном сайте в 2017 году, и некоторые сторонние ресурсы могут помогать игрокам в таком обмене.

## Обновления
Игра регулярно поддерживается не только патчами, но и дополнениями, добавляющими в игру новый игровой контент.
- «Жертвоприношение Ваал» (Sacrifice of the Vaal): дополнение вышло 5 марта 2014 года. Дополнение внесло в игру сюжетную линию с давно вымершим народом Ваал, пострадавшим от пороков своей царицы Азири. На локациях могли случайно появляться проклятые подземелья, в конце которых игроков ждал босс и новый вид камней — камни Ваал, работающие только после убийства определённого числа врагов, но зато с более мощным эффектом. Кроме того, в этом дополнении появился общедоступный PvP-режим для сражений между игроками[6].
- «Забытые мастера» (Forsaken Masters): вышло 20 августа 2014 года. Главное нововведение — Мастера, дающие игроку особые задания и награды. Помимо этого было добавлено Убежище — безопасное место лично для игрока, который он мог обустраивать по своему желанию. Выполняет чисто декоративную функцию. Так же в игру была добавлена новая система «крафта», связанная с мастерами.
- «Пробуждение» (The Awakening): вышло 10 июля 2015 года (16 июля — на серверах Garena стран СНГ). Является очень крупным и важным обновлением, добавляющим огромное количество нового контента (монстры, навыки и т. д.), в том числе — новый сюжетный акт.
- «Восхождение» (Ascendancy): вышло 4 марта 2016 года (8 марта — на серверах Garena стран СНГ). Данное дополнение привнесло в игру лабиринты испытаний в определённых зонах 1, 2 и 3 акта, пройдя которые, игрок сможет войти в лабиринт Восхождения в 3 акте. Убив Изария (императора, который ищет себе наследника, ради чего и построил свой грандиозный лабиринт), игрок сможет выбрать подкласс своему герою. Были добавлены новые уникальные предметы и камни умений. Также игра претерпела некоторые изменения в геймплейном плане, а именно была добавлена возможность PK-режима (Режим Игрок против Игрока). Были сделаны правки огромного количества умений.
- «Атлас Миров» (Atlas of Worlds): вышло 2 сентября 2016 года. В игру был введен новый высокоуровневый контент — 30 карт и 19 боссов.
- «Падение Ориата» (The Fall of Oriath): вышло 4 августа 2017 года. Самое крупное дополнение. В игру были введены 6 новых актов, которые заменили жестокий и безжалостный мир актами с V по X. Добавлены 8 боковых локаций Ваал с новыми боссами. Добавлены 3 новых камня умений и несколько камней поддержки. Добавлены 24 новых уникальных предмета, 5 из которых были созданы совместно с сообществом игроков. Добавлена система Пантеона.
- «Война за Атлас» (War for the Atlas): вышло 8 декабря 2017 года. Был изменён атлас. В игру были введены 32 новые высокоуровневые карты. В дополнении появилось 10 новых камней: 4 камня умений и 6 поддержки. В Войне за Атлас появилось более 50 новых уникальных предметов, многие из которых были созданы сообществом. Также были добавлены редкие Изменённые и Древние предметы, на которых можно получить необычные мощные свойства. Это дополнение раскрыло противостояние Создателя и Древнего.
- «Бездна» (Abyss): вышло 8 декабря 2017 года вместе с дополнением Война за Атлас. В игру были добавлены Бездны, при активации которых игрок порождал монстров из земли. При завершении бездны игрок мог получить новые самоцветы бездны, которые игрок мог инкрустировать в гнёзда бездны или на дереве умений. В новом дополнении также было введено множество уникальных предметов.
- «Бестиарий» (Bestiary): вышло 2 марта 2018 года. В этой Лиге появился новый неигровой персонаж — охотник-фуражир Эйнар Фрей, который учил игроков, как захватывать зверей с помощью сетей. Захваченные животные перемещались в зверинец, где вы на кровавом алтаре могли изменять имеющиеся предметы, преобразовывать их в слепки, также был добавлен крафт валюты и уникальных предметов. В игру также были введены 4 босса бестиария, при убийстве которые давали ценные уникальные предметы.
- «Вмешательство» (Incursion): вышло 1 июня 2018 года. Эта Лига вводит нового неигрового персонажа — исследовательницу Альву Валай. При встрече, она будет открывать портал, который отправит вас в храм Ацоатль во времена его постройки. Добавлено 23 новых уникальных предмета. И 9 фиалов, которые используются для преобразования предметов.
- «Спуск» (Delve): вышло 31 августа 2018 года. В дополнении добавили бесконечное подземелье под названием азуритовая шахта. В дополнении вы можете найти залежи вольтаксового сульфита, который Нико Безумный соберёт для питания Ползуна, который используется для направления игрока во время Спуска сквозь смертельную тьму. Каждый Спуск может содержать предметы или Азурит, которые могут быть использованы для улучшения вашего снаряжения и предметов, которые помогут в будущих Спусках. Спуски могут содержать специальные биомы, встречи с боссами и валюту которая влияет на свойства, при создании предметов.
- «Предательство» (Betrayal): вышло 7 декабря 2018 года[7]. Новое дополнение было построено вокруг Бессмертного Синдиката, с которым предстояло сразиться игроку. Был изменён атлас и добавлены новые карты. Из игры исчезли 7 забытых мастеров, а им за смену вернулись 3 мастера из прежних лиг и новый мастер из лиги Предательство. Разработчики также убрали систему репутации мастеров. Крафт был переработан, а его интерфейс перенесён на единый верстак. Добавлено 13 новых убежищ[8].
- «Синтез» (Synthesis): вышло 8 марта 2019 года на ПК, 11 марта на Xbox One и 26 марта на PlayStation 4[9].
- «Легион» (Legion): вышло 7 июня 2019 года на ПК и 10 июня на Xbox One и PlayStation 4. В дополнении добавили «вневременные монолиты», при активации которых игрок может освободить легионы воинов, сражающихся в тысячелетних битвах. В дополнении существенно переработана механика ближнего боя: добавлена возможность отменять анимацию умений, у атак ближнего боя появилась возможность наносить урон по ближайшим противникам, было убрано ограничение на 95 % лимит меткости. Добавлено моментальное срабатывание у всех умений передвижения. Дополнение ввело в игру новый тип «вневременных самоцветов», изменяющих в радиусе действия древо пассивных умений. Были добавлены новые предметы и камни умений и переработаны часть существующих[10].
- «Скверна» (Blight): вышло 6 сентября 2019 года на ПК и 10 сентября на Xbox One и PlayStation 4. В дополнении были добавлены элементы жанра «Tower Defense». В игровых локациях появляется «грибной нарост», который, чтобы защитить себя в случае опасности, призывает монстров, перемещающихся по «мицелию» в виде кривых линий. Неигровой персонаж Сестра Кассия устанавливает помпы на такие наросты, откачивая из них «скверну» — жидкость, которую имеет способность управлять существами. Задача игрока — защитить помпу с помощью башен, которые строит Кассия, от призванных наростом монстров. Если это удаётся, грибной нарост умирает.
- «Завоеватели Атласа» (Conquerors of the Atlas): вышло 13 декабря 2019 года на ПК и 17 декабря на Xbox One и PlayStation 4. Крупномасштабное обновление, включающее в себя лигу испытаний «Метаморф» (Metamorph). Изгнанникам предстоит сразиться с пятью новыми высокоуровневыми боссами, среди которых один главный босс — Сирус, Пробудитель миров. Полностью переработан Атлас Миров. В игру также были добавлены новые предметы с влиянием, 35 пробуждённых камней поддержки и 5 новых видов валюты.
- «Делириум» (Delirium): вышло 13 марта 2020 года на ПК и 18 марта на Xbox One и PlayStation 4. Крупное обновление, входящее в состав других лиг. В каждой области лиги испытаний Делириум вы встретите Зеркало Делириума. Добавлен новый вид валюты — сферы Делириума, которые можно применить к картам, чтобы погрузить всю область в Делириум. Добавлен Симулякр, высокоуровневое испытание, доступное путём сбора осколков Симулякра в сражениях Делириума. Было добавлено множество новых как обычных, так и уникальных предметов, а также кластерных самоцветов с камнями умений[11].
- «Жатва» (Harvest): вышло 19 июня на ПК и 24 июня на Xbox One и PlayStation 4. Обновление добавило в игру нового неигрового персонажа Ошаби и локацию Священная роща. В каждой локации игрок встречает особые семена, позволяющие создавать в Священной роще собственный сад для будущего сражения с противниками и получения особых свойств для ремесла.
- «Кража» (Heist): вышло 18 сентября на ПК и 23 сентября на Xbox One и PlayStation 4. В игру была добавлена новая локация — Разбойничья гавань, открывающая игрокам доступ к найму воров и проворачиванию ограблений.
- «Ритуал» (Ritual): вышло 15 января 2021 года на ПК вместе с дополнением Отголоски Атласа. В этой лиге каждая зона содержит Ритуальные алтари. Активируя алтарь, игрок оказывается в ритуальном круге и должен сражаться против волны противников. В качестве награды за сражение игрок получает Дань, которую может обменять на предметы.
- «Ультиматум» (Ultimatum): вышло 16 апреля 2021 года на ПК с глобальным изменением всех предыдущих лиг. В лиге Ультиматум игрокам предстоит проверить свои навыки в испытаниях Хаоса. В каждой области игрок встретит Мастера испытаний, который предложит награду, цель и выбор из трёх модификаторов, повышающих сложность схватки, справившись с которой, впоследствии игрок должен будет сделать выбор: принять заслуженную награду или попытать силы в следующих испытаниях с повышенной сложностью в надежде заработать больше, имея возможность потерять все предыдущие награды при провале.
- «Экспедиция» (Expedition): вышло 23 июля 2021 года.
- «Нашествие» (Scourge): вышло 22 октября 2021 года.
- «Возмездие» (Archnemesis): вышло 4 февраля 2022 года.
- «Дозор» (Sentinel): вышло 13 мая 2022 года.
- «Озеро Каландры» (Lake of Calandra): вышло 19 августа 2022 года.
- «Запретное святилище» (The Forbidden Sanctum): вышло 1 декабря 2022 года.
- «Горнило» (Crucible): вышло 4 апреля 2023 года.
- «Испытание предков» (Trial of the Ancestors): вышло 18 августа 2023 года.
- «Заклятье» (Affliction): вышло 8 декабря 2023 года.
- «Некрополь» (Necropolis): вышло 29 марта 2024 года.
- «Поселенцы Калгуура» (Settlers of Kalguur): вышло 26 июля 2024 года.
- «Секреты Атласа» (Secrets of the Atlas): вышло 13 июня 2025 года[12].

## Бизнес-модель
Path of Exile распространяется по модели Free-to-Play. Абсолютно весь игровой контент доступен игрокам бесплатно.
Для получения прибыли разработчики используют систему «этических микротранзакций». Условно микротранзакции можно разделить на несколько типов:
- Первый тип — это косметические изменения внешнего вида персонажа, его умений и убежища, а также декоративные питомцы.
- Второй тип позволяет расширить хранилище игрока и продавать предметы на централизованной торговой площадке, разрешив другим игрокам просматривать содержимое личного сундука. Также можно приобрести дополнительные слоты для новых персонажей.
- 12 ноября 2018 года Grinding Gear Games предоставили возможность игрокам за реальные деньги создавать приватные лиги, самостоятельно определяя их свойства сложности[14].

Помимо этого, перед стартом каждой лиги разработчики выпускают наборы поддержки, содержащие валюту для магазина микротранзакций, косметические эффекты и отличительный знак на форуме. Некоторые наборы включают в себя и материальные сувениры.
Микротранзакции не нарушают внутриигрового баланса и не создают прямого преимущества, однако расширение сундука и доступ к продажам на централизованной торговой платформе существенно облегчает игровой процесс.

## Релиз в Steam
После новости о закрытии СНГ подразделения Гарены (Garena) 26 июня 2016 года, было официально подтверждено, что игра в скором будущем станет доступна в Steam и на территории СНГ. 30 августа 2016 года игра официально снова стала доступна в Steam для стран СНГ.

## Отзывы и номинации
| Сводный рейтинг       | Сводный рейтинг |
| Агрегатор             | Оценка          |
| --------------------- | --------------- |
| GameRankings          | 87,46 %         |
| Metagames             | 82/100          |
| Metacritic            | 86/100          |
| «Критиканство»        | 82/100          |
| Иноязычные издания    |                 |
| Издание               | Оценка          |
| Destructoid           | 9/10            |
| Eurogamer             | 7/10            |
| GameSpot              | 9/10            |
| IGN                   | 8,8/10          |
| PC Gamer (US)         | 84/100          |
| Русскоязычные издания |                 |
| Издание               | Оценка          |
| PlayGround.ru         | 8,4/10          |
| «Игромания»           | 9/10            |
| «Игры Mail.ru»        | 8,5/10          |

Игра победила в номинации «Ролевая игра года» (2013) журнала «Игромания». Игра одобрялась за мрачную атмосферу, множество инноваций и удобную монетизацию, но критиковалась за слабый сюжет, неудобный инвентарь, не очень динамичные схватки и короткую продолжительность. Кроме этого критике подвергалась система бартера — если НПС в торговле честны, то между игроками часты аферы и мошенничество, от которых особенно сильно страдают новички, не знакомые с реальными ценами предметов.
Летом 2018 года, благодаря уязвимости в защите Steam Web API, стало известно, что точное количество пользователей сервиса Steam, которые играли в игру хотя бы один раз, составляет 7 634 137 человек .
В 2020 году выиграла премию BAFTA 2020 года в номинации «Развивающаяся игра».

## Продолжение
Продолжение, Path of Exile 2, было выпущено в раннем доступе 6 декабря 2024 года для Windows, PlayStation 5 и Xbox Series X/S.